# قلات نیلو
قلات نیلو، روستایی از توابع بخش جره و بالاده شهرستان کازرون در استان فارس ایران است که در ساحل شمالی دریاچه پریشان واقع شده است. این روستا از قطب‌های تولید صیفی‌جات در کشور است. گویش اصلی مردم روستا لری است. نام روستا برگرفته از چشمه‌ای به نام نیلو در منهی علیه جنوب غربی روستا و همچنین کوه قلات است که در حد وسط روستا قرار دارد.
آب و هوای روستا گرم و معتدل است و دارای تابستان گرم و خشک و زمستان و پاییز معتدل و بارانی است. این روستای دارای جنگل‌های انبوه سدر و بلوط در کوهستان های آن است.
اهالی روستا مردمی بسیار غریب‌پرست و مهمان‌نواز هستند. نام قدیمی روستا برگرفته از اجدادشون به نام کالشیری (کاعلیشیری)..

## جمعیت
این روستا در دهستان فامور قرار دارد و براساس سرشماری مرکز آمار ایران در سال ۱۳۸۵، جمعیت آن ۸۵۷ نفر (۱۸۲خانوار) بوده‌است.